# Metynnis argenteus
Cá Đô-la bạc (Danh pháp khoa học: Metynnis argenteus) là một loài cá trong họ Serrasalmidae thuộc bộ cá chép mỡ (Characiformes), chúng là loài đặc hữu của lưu vực sông Tapajós ở Brazil. Đây là một trong những loài được biết đến trong hoạt động thương mại cá cảnh và là loài được biết đến với tên gọi là là "Đô la bạc". Metynnis argenteus thường được coi là cá đô la bạc nguyên mẫu, mặc dù nó và rất giống loài Metynnis hypsauchen thường xuyên bị nhầm lẫn.

## Đặc điểm
Trong môi trường bình thường, M. argenteus có một màu bạc đồng nhất, đôi khi có màu đỏ lợt trong vây và quanh cổ họng. Con trưởng thành hoàn toàn trong điều kiện nuôi nhốt có thể đạt được chiều dài từ năm đến sáu inch trong khi con đực có xu hướng nhỏ hơn chút ít. Trong tình trạng tốt, con cái có xu hướng bị đầy bụng hơn con đực, trong khi con đực phát triển vây dài hơn khi chúng lớn lên. Trong quá trình tán tỉnh và sinh sản, con đực phát triển hai đốm đen lớn, rất nổi bật, một ở phía trên, nằm ngay sau phần gốc vây ngực, màu đỏ của vây nâu đỏ và sự tương phản của viền đen còn con cái thì hiển thị ít, nếu có, sự biến đổi màu sắc trong quá trình tán tỉnh và gây giống.

## Hành vi
Chúng là một loài cá rất ôn hòa, M. argenteus có thể là những con cá nhút nhát và rụt rè nếu không có bất kỳ loại nhà ở nào, và nếu bị cô lập, chúng có khuynh hướng trở nên ẩn dật. Nên nuôi giữ chúng trong một không gian bể lớn có nhiều ngăn để di chuyển để chúng có thể ẩn thể giấu nếu chúng cảm thấy bị đe dọa, chúng không đòi hỏi quá mức về chất lượng nước, mặc dù chúng làm tốt nhất nước ấm, trong lành và nước lọc. Chúng an toàn đủ để tin tưởng với cá nhỏ hơn và đủ mạnh để đối phó với những con cá lớn hơn.

## Chế độ ăn
M. argenteus, giống như tất cả các loài Metynnis khác, chủ yếu là sinh vật ăn cỏ, nhưng cũng có khi ăn động vật nhỏ, chúng sẽ sẵn sàng và háo hức chấp nhận thức ăn khô và thực phẩm đông lạnh như tôm sú, tôm chiên, cá ngừ rửa sạch, cá hồi và tôm heo. Chế độ ăn uống của chúng nên được thay đổi để giữ cho chúng trong tình trạng tốt nhất. Chúng sẽ ăn dưa chuột thái lát và cho thấy sự quan tâm đáng kể đến đậu Hà Lan và cà rốt, khoai tây luộc và một ít trái cây tươi và đóng hộp.

## Sinh sản
Trong hầu hết các trường hợp, sự trưởng thành giới tính khi M. argenteus phát triển đến khoảng bốn inch, mặc dù điều này vẫn còn biến đổi. Trong một khu vực nhất định, con đực có khuynh hướng hoạt động trước con cái. Khi những con cái cuối cùng chấp thuật kết đôi, việc đùa giỡn và đẻ trứng trong một khu vực lành mạnh được giữ trong điều kiện tối ưu thường trở thành hoạt động hàng ngày. M. argenteus là loài sinh sôi nảy nở khá tốt và các nhà lai tạo cũng thường xuyên quan tâm nhân giống.